# دونالد هارستاد
دونالد هارستاد (بالإنجليزية: Donald Harstad)‏ هو كاتب جريمة أمريكي، ولد في 14 يونيو 1946 في لوس أنجلوس في الولايات المتحدة.